# ボードゥアン5世 (フランドル伯)
ボードゥアン5世（フランス語：Baudouin V、1012年頃 - 1067年9月1日）とは、11世紀のフランドル伯（在位：1035年 - 1067年）である。ボードゥアン伯は同君連合を通じてフランドル伯国・エノー伯国の両地域の支配権を確立し、ウェセックス朝イングランド王国とも近しい関係を築き上げたことで知られる。ただし晩年には、イングランドは彼の義理の息子ノルマンディー公ギヨーム2世によって征服された。

## 家族
ボードゥアン5世は先のフランドル伯ボードゥアン4世と伯妃オトギファ・フォン・ルクセンブルクの息子として生まれた。そして1028年には、フランス王ロベール2世の娘アデル・ド・フランスとアミアンで結婚した。ボードゥアン5世はアデルに唆され父親に対して反乱を起こしたが、1030年にボードゥアン父子は講和し、父ボードゥアンは亡くなるまでフランドル伯であり続けた。ボードゥアンとアデラの間には3人の子供がいた。ボードゥアン6世（1030年 - 1070年）、ノルマンディー公ギヨーム2世の下に嫁いだマティルダ（1031年頃 - 1083年）、そしてロベール1世（1033年頃 - 1093年）である。

## 経歴
1046年から1056年までの10年にわたる長期間続いた戦争において、ボードゥアン5世は下ロレーヌ公ゴットフリート3世の同盟者として神聖ローマ皇帝ハインリヒ3世に対する戦争を続け、序盤でヴァランシエンヌ地域をモンス・エノー伯エルマンに奪取された。しかし、1049年にエルマン伯が亡くなったことを受け、ボードゥアン5世は息子のボードゥアンをエルマン伯の未亡人リシルド・ド・エノーと結婚させ、リシルドとエルマン伯との間の子を相続から排除するよう取り計らったうえで、実質的にフランドル伯国・エノー伯国を統合させた。皇帝ハインリヒ3世の没後、帝位を継承したハインリヒ4世の母親でかつ摂政を務めていたアグネス・フォン・ポワトゥーによって、この伯爵領の統合は条約を以て正式に承認された。
ボードゥアン5世はフランドル・ブルージュに亡命にやって来たイングランド王エゼルレッド無策王の未亡人エマを歓迎し迎え入れた。彼はエマに身辺警護の部隊を与え、ミンストレルから成る娯楽を提供した。ブリュージュは活気ある商業の中心地であり、エマは市民に対して深く感謝の意を示した。彼女は貧しい人々に惜しみなく施しを与え、サントメールのサン・ベルタン修道院（en:Abbey of Saint Bertin）とも関わりを持った。また、1039年には自身の息子のデンマーク王ハーデクヌーズをブルージュで出迎えた。
1060年から1067年にかけて、ボードゥアン5世はフランス王フィリップ1世の共同摂政をフィリップ王母アンヌ・ド・キエフと務めた。これは、彼が国際政治において重要な地位を獲得していたことを示している。フランドル伯としてのボードゥアン5世は基本的にフランス王を支持する立場であったが、同時に彼はノルマンディー公ギヨーム2世（後のウィリアム1世）の義父でもあった。（ギヨーム公はボードゥアン5世の娘マティルダと結婚していた。）ボードゥアン5世は、イングランド王エドワード懺悔王の外交政策においても重要な役割を果たし、エドワード王の後継者探しに関与した可能性がある。歴史家たちは、アングロサクソン貴族ハロルド・ゴドウィンソンが、当時ハンガリーに亡命していたウェセックス王族エドワード・アシリングをイングランドに帰国させるための交渉を行うべくドイツへ向かう途中、フランドルを通過したのではないかと推測している。また、ボードゥアン5世の異母妹は、ウェセックス伯ゴドウィンの3男トスティ・ゴドウィンソンと結婚していた。ボードゥアン5世はギヨーム公のイングランド遠征の妨害を試みたとは考えられていない。なぜなら、彼はかつて征服したポンテュー伯領の喪失という内政問題に直面していたためである。ボードゥアン5世は1067年9月1日に亡くなった。

## 文献
- Frans J. Van Droogenbroeck, De markenruil Ename – Valenciennes en de investituur van de graaf van Vlaanderen in de mark Ename, Handelingen van de Geschied- en Oudheidkundige Kring van Oudenaarde 55 (2018) S. 47-127
- Oksanen, Eljas (2012). Flanders and the Anglo-Norman World, 1066-1216. Cambridge University Press